# Miguel Báez
Miguel Odalis Báez Camino (sinh ngày 29 tháng 9 năm 1983) là một cầu thủ bóng đá người Cộng hòa Dominica hiện tại thi đấu cho CA Pantoja ở Liga Dominicana de Fútbol.